# 장항수심원
장항수심원은 1974년부터 1997년까지 운영되었던, 충청남도 서천군 장항읍 송림리 유부도에 위치한 정신질환자 수용시설이자 정신요양시설이다.

## 관련 방송 프로그램
- 1997년 10월 26일 그것이 알고 싶다 197회에서 정신질환자 인권유린 사태가 알려지자 보건복지부에 의해 폐쇄되었다. 이 시설은 2016년 6월 18일 방영된 그것이 알고 싶다 1036회에서 "다시, 인간의 조건을 묻다- 장항 수심원의 슬픈 비밀"이라는 제목으로 다시 한 번 언급되었다.[1][2]
- 2022년 4월 14일 SBS 꼬리에 꼬리를 무는 그날 이야기 24회에서 재구성한 프로그램이다.